# Maxim Sergejewitsch Wlassow
Maxim Sergejewitsch Wlassow (russisch Макси́м Серге́евич Вла́сов, auch Maxim Vlasov transkribiert; * 11. September 1986 in Kuibyschew (heute: Samara), Sowjetunion) ist ein russischer Profiboxer im Halbschwergewicht.

## Karriere
Maxim Wlassow begann im Alter von 13 Jahren mit dem Boxen und bestritt rund 35 Amateurkämpfe, ehe er im April 2005 seinen ersten Profikampf bestritt. Er wurde von Nikolai Petrischenko trainiert, welcher auch seine ersten Kämpfe ausverhandelte, ehe diese Aufgabe die regionalen Promoter Alexander Petrow und Rinat Jussupow übernahmen. Im September 2007 boxte er erstmals in den USA und erhielt einen Vertrag beim US-Promoter Art Velom.
Wlassow gewann seine ersten 19 Kämpfe in Folge, ehe er am 25. Februar 2011 in den USA nach Punkten gegen Isaac Chilemba verlor, obwohl er seinen Gegner zweimal am Boden hatte. In den folgenden Jahren schlug er eine Reihe stärkerer Gegner, darunter Roman Shkarupa, Bernard Donfack, Khoren Gevor, Geard Ajetović und Mark Suárez. Dies brachte ihm am 24. Januar 2015 einen Kampf gegen den ungeschlagenen Gilberto Ramírez ein, welcher zu diesem Zeitpunkt bereits unter den Top 10 der Weltranglisten geführt wurde. Wlassow verlor den Kampf in den USA nach Punkten.
Wlassow gewann anschließend wieder 12 Kämpfe in Folge, darunter gegen Gusmyr Perdomo, Ismajil Sillach, Rachim Tschachkijew und Olanrewaju Durodola. Wlassow wurde anschließend in das Turnier World Boxing Super Series 2018/19 aufgenommen, wo er im Cruisergewicht antrat. Er verlor dabei im ersten Kampf am 10. November 2018 in den USA nach Punkten gegen Krzysztof Głowacki und schied daher aus dem Turnier aus. In den Kampf ging es auch um die Interims-Weltmeisterschaft der WBO.
Im Juli 2019 gelang ihm ein Sieg im Rückkampf gegen Isaac Chilemba. Im März 2020 unterzeichnete Wlassow beim US-Promoter Top Rank.
Am 10. April 2021 verlor er beim Kampf um den WBO-Weltmeistertitel im Halbschwergewicht umstritten durch Mehrheitsentscheidung der Punktrichter gegen Joe Smith junior.
Seinen nächsten Kampf gewann er am 24. Dezember 2021 einstimmig gegen Felix Valera.